# آرمودلو (کلبجر)
آرمودلو (ترکی آذربایجانی: Armudlu) یک منطقهٔ مسکونی در جمهوری آذربایجان است که در شهرستان کلبجر واقع شده است؛ در جمهوری آرتساخ است که در استان شاهومیان واقع شده‌است.